# Нижне-Репаше
Нижне-Репаше (словац. Nižné Repaše) — село и одноимённая община в районе Левоча Прешовского края Словакии. В письменных источниках начинает упоминаться с 1270 года.

## География
Село расположено в юго-западной части края, в пределах долины реки Торисы, при автодороге 3204. Абсолютная высота — 751 метр над уровнем моря. Площадь муниципалитета составляет 10,33 км².

## Население
| Год:                | 1994 | 2004     | 2014     | 2024     |
| ------------------- | ---- | -------- | -------- | -------- |
| Количество человек: | 251  | 212      | 183      | 149      |
| Разница:            |      | −15,53 % | −13,67 % | −18,57 % |

По данным последней официальной переписи 2021 года, численность населения Нижне-Репаше составляла 159 человек.
Национальный состав населения (по данным переписи населения 2011 года):
| Национальность | Численность, человек |
| -------------- | -------------------- |
| словаки        | 156                  |
| русины         | 28                   |
| не указана     | 5                    |

По данным переписи 2021 года, в конфессиональном составе населения преобладали греко-католики (67,9 %), католики (18,9 %) и православные христиане (4,4 %).